# Comitato Olimpico Ungherese
Il Comitato Olimpico Ungherese (noto anche come Magyar Olimpiai Bizottság in ungherese) è un'organizzazione sportiva ungherese, fondata nel 1896 a Budapest, Ungheria.
Rappresenta questa nazione presso il Comitato Olimpico Internazionale (CIO) dal 1895 ed ha lo scopo di curare l'organizzazione ed il potenziamento dello sport in Ungheria e, in particolare, la preparazione degli atleti ungheresi, per consentire loro la partecipazione ai Giochi olimpici. Il comitato, inoltre, fa parte dei Comitati Olimpici Europei.
L'attuale presidente dell'organizzazione è Zsolt Gyulay.

## Presidenti
| Presidente                                   | Periodo   |
| -------------------------------------------- | --------- |
| Albert Berzeviczy                            | 1895–1904 |
| Count Imre Széchényi                         | 1904–1905 |
| Count Géza Andrássy                          | 1905–1907 |
| Count Géza Andrássy e Gyula Muzsa            | 1907–1927 |
| Gyula Muzsa                                  | 1927–1940 |
| Lóránd Prém                                  | 1941–1944 |
| Alajos Jámbor e Sándor Barcs                 | 1947–1948 |
| Gusztáv Sebes e Zsigmond Ábrai               | 1948–1951 |
| Gyula Hegyi                                  | 1951–1958 |
| Gyula Hegyi, Sándor Gáspár e Zoltán Komócsin | 1958–1962 |
| Gyula Hegyi                                  | 1962–1964 |
| Gyula Egri                                   | 1964–1969 |
| Sándor Beckl                                 | 1969–1978 |
| István Buda                                  | 1978–1986 |
| Gábor Deák                                   | 1986–1989 |
| Pál Schmitt                                  | 1989–2010 |
| Zsolt Borkai                                 | 2010–2017 |
| Krisztián Kulcsár                            | 2017–2022 |
| Zsolt Gyulay                                 | 2022–     |